# A magyar labdarúgó-válogatott mérkőzései 1987-ben
A magyar labdarúgó-válogatottnak 1987-ben kilenc találkozója volt. Az Európa-bajnokság ötödik selejtező csoportjában Hollandia végzett az élén 14 ponttal, a második a görög csapat lett 9 ponttal, Magyarország és Lengyelország 8 ponttal a harmadik és negyedik helyen végzett, az utolsó Ciprus lett 1 ponttal. Megint két szövetségi kapitányt fogyasztott el a magyar csapat, Verebes négy, Garami öt meccsen dirigált.
Szövetségi kapitányok:
- Verebes József 610–613.
- Garami József 614–619.

## Az 1988-as Európa-bajnokság selejtezője
| 5. csoport    | 5. csoport | 5. csoport | 5. csoport | 5. csoport | 5. csoport | 5. csoport | 5. csoport | 5. csoport |
| Csapat        | M          | Gy         | D          | V          | G+         | G–         | Gk         | P          |
| ------------- | ---------- | ---------- | ---------- | ---------- | ---------- | ---------- | ---------- | ---------- |
| Hollandia     | 8          | 6          | 2          | 0          | 15         | 1          | +14        | 14         |
| Görögország   | 8          | 4          | 1          | 3          | 12         | 13         | –1         | 9          |
| Magyarország  | 8          | 4          | 0          | 4          | 13         | 11         | +2         | 8          |
| Lengyelország | 8          | 3          | 2          | 3          | 9          | 11         | –2         | 8          |
| Ciprus        | 8          | 0          | 1          | 7          | 3          | 16         | –13        | 1          |

- A csoportból Hollandia jutott ki az Európa-bajnokságra.

## Eredmények
610. mérkőzés – Eb-selejtező
| 1987. február 8. |

| Ciprus | 0–1             | Magyarország |
| ------ | --------------- | ------------ |
|        | (0–0) Részletek | Boda 50'     |

| Tszirion Stadion, Nicosia Nézőszám: 10 000 Játékvezető: Dragiša Komadinić (YUG) |

611. mérkőzés – Eb-selejtező
| 1987. április 29. |

| Hollandia                | 2–0             | Magyarország |
| ------------------------ | --------------- | ------------ |
| Gullit 38' A. Mühren 41' | (2–0) Részletek |              |

| Feijenoord Stadion, Rotterdam Nézőszám: 55 000 Játékvezető: George Courtney (ENG) |

612. mérkőzés – Eb-selejtező
| 1987. május 17. |

| Magyarország                                                  | 5–3             | Lengyelország                           |
| ------------------------------------------------------------- | --------------- | --------------------------------------- |
| Vincze 39' Détári 61' (11-esből) 76' Péter 66' Preszeller 83' | (1–1) Részletek | Marciniak 27' Smolarek 53' Wójcicki 81' |

| Népstadion, Budapest Nézőszám: 10 000 Játékvezető: Adolf Prokop (GDR) |

613. mérkőzés
| 1987. július 28. |

| NDK | 0–0       | Magyarország |
| --- | --------- | ------------ |
|     | Részletek |              |

| Zentralstadion, Lipcse Nézőszám: 75 000 Játékvezető: Jan Damgaard (DEN) |

614. mérkőzés
| 1987. szeptember 9. |

| Skócia          | 2–0             | Magyarország |
| --------------- | --------------- | ------------ |
| McCoist 35' 63' | (1–0) Részletek |              |

| Hampden Park, Glasgow Nézőszám: 25 000 Játékvezető: Jan Keizer (NED) |

615. mérkőzés – Eb-selejtező
| 1987. szeptember 23. |

| Lengyelország                               | 3–2             | Magyarország            |
| ------------------------------------------- | --------------- | ----------------------- |
| Dziekanowski 7' Tarasiewicz 57' Lesniak 61' | (1–1) Részletek | Bognár 10' Mészáros 64' |

| Legia-stadion, Varsó Nézőszám: 10 000 Játékvezető: İhsan Türe (TUR) |

616. mérkőzés – Eb-selejtező
| 1987. október 14. |

| Magyarország                      | 3–0             | Görögország |
| --------------------------------- | --------------- | ----------- |
| Détári 4' Bognár 12' Mészáros 15' | (3–0) Részletek |             |

| Népstadion, Budapest Nézőszám: 15 000 Játékvezető: Dieter Pauly (FRG) |

617. mérkőzés
| 1987. november 18. |

| Magyarország | 0–0       | NSZK |
| ------------ | --------- | ---- |
|              | Részletek |      |

| Népstadion, Budapest Nézőszám: 35 000 Játékvezető: Dušan Krchňák (TCH) |

618. mérkőzés – Eb-selejtező
| 1987. december 2. |

| Magyarország | 1–0             | Ciprus |
| ------------ | --------------- | ------ |
| Kiprich 92'  | (0–0) Részletek |        |

| Üllői út, Budapest Nézőszám: 5 000 Játékvezető: Stefan Dan Petrescu (ROM) |